# 62式7.62mm機関銃
62式7.62mm機関銃（ろくにいしき7.62ミリきかんじゅう）は、陸上自衛隊の普通科部隊などで使用されている機関銃である。日本国外の文献などでは「NTK-62」「Type62 GPMG」などと表記されている。

## 概要
本銃は第二次世界大戦後、日本で初めて開発された軍用機関銃である。開発・製造は日特金属工業株式会社（以下「日特」と呼ぶ。戦前の日本特殊鋼。1982年に住友重機械工業に吸収合併）が担当した。
64式7.62mm小銃と共通の7.62mm減装弾を使用する汎用機関銃(GPMG)であり、陸軍時代は弾薬共有が小銃・軽機関銃間にとどまり、重機関銃は別の弾薬が用いられていたが、自衛隊では汎用機関銃である62式が重機関銃と軽機関銃を代替することにより、補給体系の統一が達成された。
現在では5.56mm機関銃MINIMI(SAW)への更新が進みつつあるが、未だに一部の部隊で使用されている。ただし、GPMGとSAWは全く別の兵器であり、7.62mmのGPMGを5.56mmのSAWに置き換えることには、射程・威力等の面で劣り、懸念がある。

## 開発
戦後、アメリカ軍より供与されていたM1919A4/A6、M1918A2自動小銃に代わる新型機関銃として1954年（昭和29年）の陸幕装備委員会によって開発が決定された。沖縄戦での日本軍の戦訓を基に、嘉数の戦いなどでの日本軍軽機関銃の活躍が開発時の参考とされた。
開発者は、戦前に独創的な構造で軍制式採用に挑んだものの採用には至らなかった試製自動小銃・丙や試製超軽機関銃の試作、および戦中に五式三十粍固定機銃の開発に携わり、戦後はブルドーザーの開発でも功績のあった日特の河村正彌（正弥とも）工学博士（1906年-1994年）である。
1956年（昭和31年）10月に最初の試作型が完成。この時の試作型の外観は九九式軽機関銃に酷似しており、フラッシュハイダーが付いており、キャリングハンドルも九九式と同じく前方を向いており、九九式を30-06（7.62x63mm弾）仕様のベルト給弾方式に変更した様な物であった。その後、7.62x51mm NATO弾（7.62x51mm弾）仕様に変更し、1958年（昭和33年）に日特14型、1960年（昭和35年）に日特15型など、数回の試作が行われ、各種試験の後、1962年（昭和37年）に62式7.62mm機関銃として仮制式採用された

## 特徴
1挺あたりの調達価格は約200万円（昭和60年当時）。プレス加工を多用した事で、当時としては高い生産性を誇る。
銃身は、さげ手（キャリングハンドル）と一体となっており2.5秒で交換可能で、腔内には耐久性を上げるためのクロムメッキが施され、外周には銃身の過熱を軽減するための冷却フィンを備える。設計も64式7.62mm小銃と同じく日本人の体格を考慮したものとなっている。これらは当時アメリカ軍で運用されていたM60機関銃よりも優れている点であるとされる。
また、完全な部品互換性があるため、100挺の62式をバラバラに分解してまた組立てても、また100挺組み上がるという。
作動方式は、ガス圧利用式（ロングストロークピストン式）であり、規整子（レギュレーター）によりガス流入量を調整することで発射速度を変更する事ができる。
ボルト閉鎖機構は、ティルトボルト式の一種である「前端揺動式ティルティングボルト閉鎖機構」という特殊な機構を採用している。ボルト前端が上昇しボルト側面の突起がレシーバー内部側面の窪みにはまることによりボルトが閉鎖され、オペレーティングロッド（ガスピストン）の後退に伴いロッド上のカムによりボルト前端が下降することでボルトが開放される。
レシーバーは、重量軽減のため、スチール鋼板をプレス成形加工して製作された。断面が四角形のボックス型でリベットにて組み立てられている。
使用弾薬は、7.62x51mm NATO弾を使用する。通常は発射薬を減少させた減装弾を使用するが通常弾も使用可能とされている。給弾は米軍やNATO制式の金属製分離式M13 リンクにより行われる。
安全装置は引き金部右側の上部にあり、安全子を前方に向ければ安全装置が、握把側に半回転させれば撃発位置となる。遊底覆いは遊底覆い掛け金を銃口方向へ押すことで開かれるが、弾丸の装填は覆いを開かなくても可能である。
照尺部には右側面に左右接輪があり、これを回すと照尺が左右に動き、照尺左上面の上下接輪を回すことで距離目盛板内の中央に穴照門がある遊標が上下する。
二脚を標準装備しており、二脚を用いることで軽機関銃として、三脚を用いることで重機関銃として運用ができる。加えて、直接照準眼鏡（スコープ）を取り付けることで遠距離からの超過射撃も可能である。
射撃姿勢には「伏せ撃ち」があり、これは二脚を有する64式小銃や89式小銃の場合と同様である。突撃射撃姿勢には「腰撃ち」「かがみ撃ち」などがある。「肩撃ち」「かかえ撃ち」もあったが、こちらは、腕の力のみで重量と反動を支えねばならないため、射手には大きな負担がかかる。

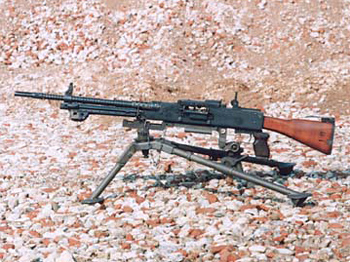
三脚架に搭載した状態
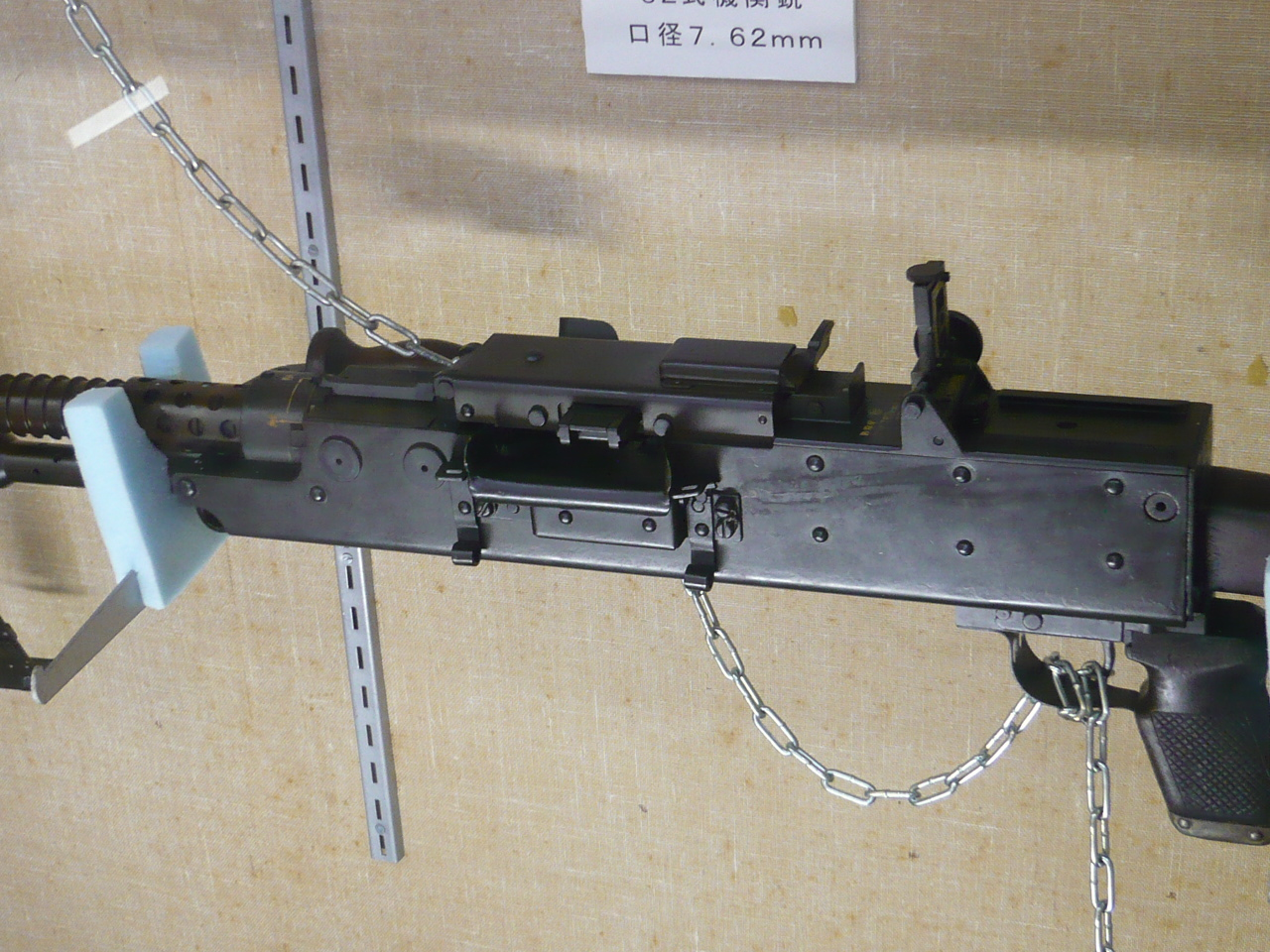
遊底覆い部、及び尾筒部のクローズアップ
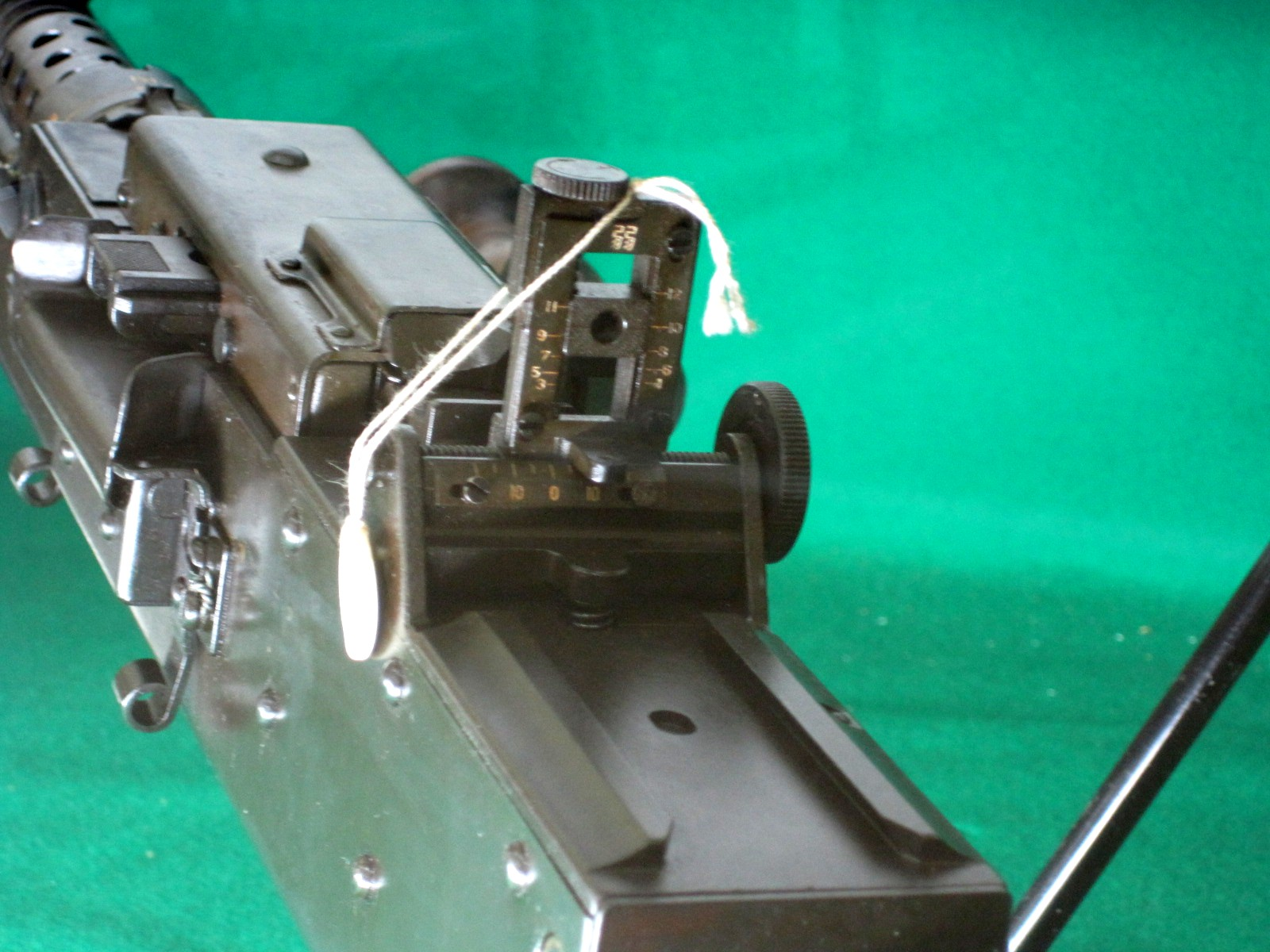
照尺部、手前には照準眼鏡を取り付けるためのアリ溝が配置されている
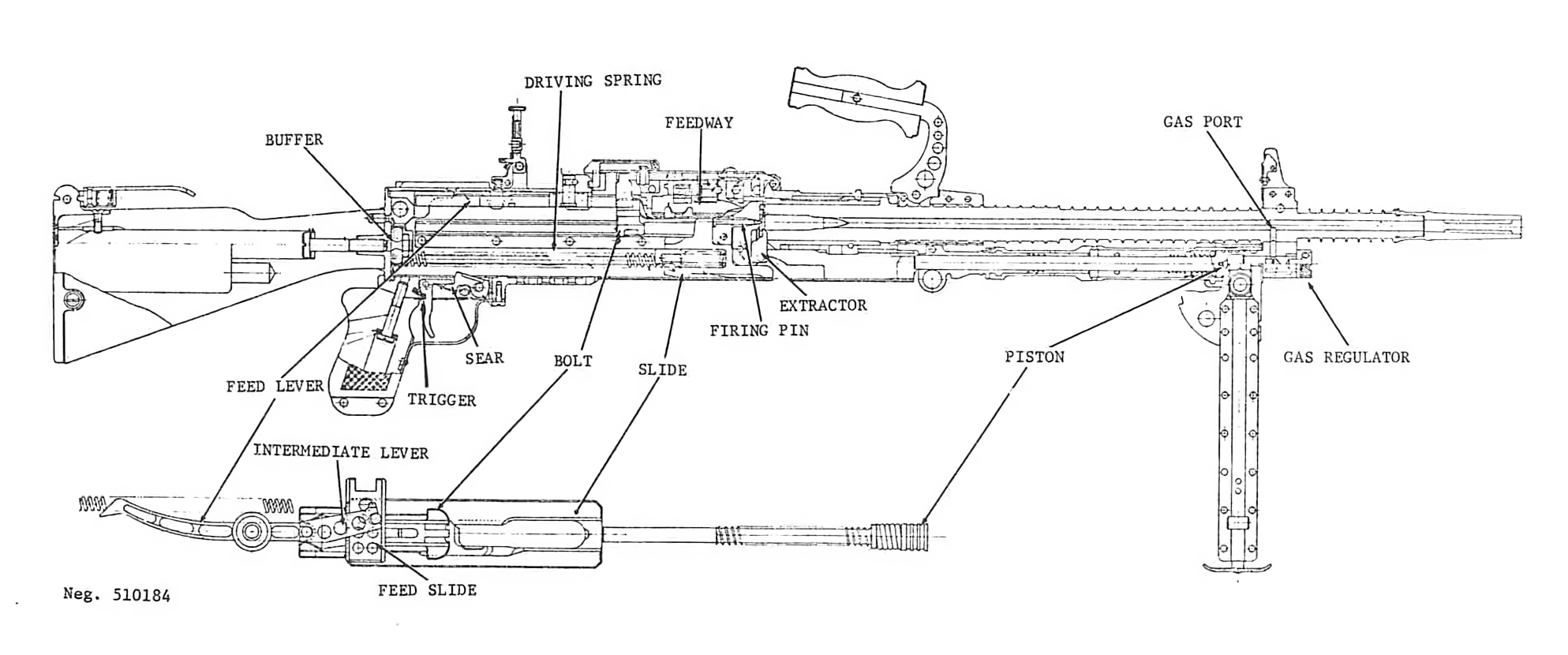
構造図

## 評価
部品点数の多さから分解・結合に手間がかかる、機関部の設計不良による自然撃発が発生するなどの問題があるとされる。
64式7.62mm小銃と同様の部品点数の多さによる整備性の悪さと、それによる重量増加、部品の隙間が大きいことによる部品脱落、キャリングハンドルを持って斜めに傾けて持ち上げると銃身がレシーバー本体から引っこ抜ける、連射時の命中率の悪さ、不発・給弾不良・暴発や引き金を引くのを止めても発砲が止まらない自然撃発などの作動不良や故障の多さなどから、「62式（ろくに）言うこと聞かん銃」、「62式単発機関銃」、「キング・オブ・バカ銃」、「無い方がマシンガン」、「分隊自滅火器」といった蔑称が、運用している隊員間でつけられたと、メディアでも紹介されている。
64式小銃の開発者の一人である津野瀬光男は、著書「幻の機関銃」の中で、62式機関銃は連続射撃の頻度が高い機関銃であるにも関わらず、64式小銃と比較しても銃身の外径が小さく（64式小銃の銃身外径34ミリに対し62式機関銃は銃身外径28ミリという細身の銃身を採用）、構造が脆弱であると述べている。この細身の銃身こそが62式機関銃の欠陥の根本原因とされる。62式機関銃の銃身重量は、銃身長約20.5インチで約2kg（1インチ当り97.6g）とされており、同時期の他国の7.62mm汎用機関銃であるFN MAG（24.8インチ、3kg、1インチ当り121.0g）や、M60機関銃（22インチ、4.17kg、1インチ当り189.5g）と比較しても軽量な部類に入る。なお、M60は1980年代に軽量化を施したM60E3にて22インチのまま2.18kg（1インチ当り99.1g）まで軽量化した銃身を採用しているが、軽量化の代償として200発以上の連続射撃は銃身の過熱を招くため、危険であるとされ、後に重量を2.68kg（1インチ当り121.8g）まで増大したヘビーバレルを追加配備している。
津野瀬同様に64式小銃の開発者の一人であった伊藤眞吉の資料では、62式機関銃の銃身後部の薬室について、腔圧は64式小銃と同様の50,000ポンド/平方インチであるが、肉厚は8.6mmと記載されている。これは資料上は64式小銃よりも3.5mm薄い数値で、フランスのM1890レーベル小銃と同じ厚さとなっている。伊藤は上記資料の「鉄砲の安全（その4）」において、62式機関銃につき直接否定的な見解は述べていないが、「レーベルとナガン（肉厚7.0mm）は薬室は薄いが、薬莢のテーパーが強く、腔圧が低い」と指摘すると共に、薬室が厚い利点として「連続多数弾を発射した時に温度上昇が少なく、実包の自爆の危険性が低い」、「薬莢が薬室に張り付かないので打殻薬莢が軽く抜き出せる」、「破裂に対する強度が大きく、安全」、などと記述している。
62式機関銃の開発過程において、細身の銃身を原因とする過熱による薬室への薬莢の張り付きを解消するため、強いガス圧により大きな遊底を高速度で前後させる事で薬莢の引き抜き力を上げる事を試したが、命中精度の低下を招いた上、今度は強い引き抜き力に薬莢が堪えきれずに千切れるトラブルが発生した。それを受け最終的には、遊底の下部に揺底と呼ばれる部品を追加し、薬莢を前後に揺すりながら徐々に引き抜く作用を与える事で、命中率を考慮した低めのガス圧でも安定した引き抜き力を確保する事とした。これが62式機関銃の大きな特徴である前端揺動式ティルティングボルト閉鎖機構と呼ばれる構造であるが、世界に類例を見ない複雑な構造であり、後に作動不良が多発する要因となった。なお現場では、62式機関銃の薬莢張り付き問題対策に、薬莢や機関部に吹き付ける、KURE 5-56などの潤滑剤を携帯している。
また、遊底の後退延長が長すぎる点も難点として指摘されており、万一連射中にガス圧不足などの要因で遊底の後退量が不足して、逆鈎に遊底が到達できなかった場合、引き金を引いていなくてもそのまま連射が継続されてしまうという致命的なトラブルが発生する事にもなった。
前述の通り、津野瀬や伊藤らが所属する豊和工業は、64式小銃の開発の過程で銃身外径は最低でも34mm以上が適しているとの知見を得ており、62式機関銃の開発が難航する要因が銃身が細すぎる事に起因するものであるとして、河村や日特に重量を犠牲にしてでも銃身厚を確保して信頼性の向上に努めるように助言したものの、独自の設計と軽量化に固執した日特は、62式機関銃にその知見を採り入れる事は無かったという。
後継の5.56mm機関銃MINIMIの採用により調達は終了しているが、これらの問題点は制式採用から約40年間、正式な改善・改良は施されなかった。
結局、こうした本質的な欠点が改められるのは、車載専用とする事で可搬性を犠牲にしてでも銃身厚を確保する設計にできた、派生型の74式車載7.62mm機関銃になってからであった。
ただし、現在でも装甲戦闘車両で使用され続けている74式機関銃についても、61式戦車以前の米軍供給兵器を知る世代の隊員からは、ブローニングM1919重機関銃（cal.30）のほうが断然信頼度が高かったという証言がなされている。
2013年に住友重機械工業は、少なくとも1974年より数十年間に渡り生産された機関銃の内、少なくとも5,350挺の銃身の耐久性や弾の発射速度などの検査データを改ざんし、要求性能に満たない機関銃を防衛省に納入したとして指名停止処分されており、その中に62式機関銃も少なからず含まれていたと見られている。

## 派生型
派生型として、車両搭載用に74式車載7.62mm機関銃がある（なお、82式指揮通信車の車体前部、副操縦士席上面のハッチ前には62式用の銃架が装着できる）。74式は、今日では三脚を取り付けて車外（野外）での重機関銃としてや、ヘリコプター搭載機銃（ドアガン）としても運用されている。

## 比較表
海外の同世代の汎用機関銃、及び自衛隊で使用されていた機関銃との比較を以下に示す。
|          | 62式                         | M60              | FN MAG           | MG3                               | AA-52                           | PK           | 74式             | M1918        | M1919                                 |
| -------- | ---------------------------- | ---------------- | ---------------- | --------------------------------- | ------------------------------- | ------------ | ---------------- | ------------ | ------------------------------------- |
| 画像     |                              |                  |                  |                                   |                                 |              |                  |              |                                       |
| 使用弾薬 | M80普通弾                    | 7.62x51mm NATO弾 | 7.62x51mm NATO弾 | 7.62x51mm NATO弾                  | 7.5x54mm：AA-52 7.62x51mm：NF-1 | 7.62x54mmR弾 | M80普通弾        | 7.62x63mm    | 7.62x63mm                             |
| 銃身長   | 524mm                        | 560mm            | 546mm            | 565mm                             | 600mm                           | 658mm        | 625mm            | 610mm        | 609mm                                 |
| 全長     | 1,200mm                      | 1,077mm          | 1,250mm          | 1,225mm                           | 1,080mm                         | 1,173mm      | 1,085mm          | 1,214mm      | 1,219mm（M1919A4） 1,346mm（M1919A6） |
| 重量     | 10,700g                      | 10,500g          | 10,500g          | 10,500g 11,500g（二脚付）         | 9,750g                          | 8,990g       | 20,400g          | 7,200-8,800g | 14,000g（M1919A4）                    |
| 発射速度 | 650発/分 持続発射速度80発/分 | 550発/分以下     | 850発/分         | 1,150発/分 （±150発/分の誤差有）  | 900発/分                        | 650発/分     | 約700-1,000発/分 | 300-650発/分 | 400-600発/分                          |
| 銃口初速 | 855m/秒                      | 853m/秒          |                  | 820m/秒                           | 830m/秒                         | 825m/秒      |                  | 805m/秒      | 853.6m/秒                             |
| 有効射程 | 約800m                       | 1,500m           |                  | 800m（二脚） 1,200m（銃架に固定） |                                 | 1,000m       |                  | 548m         | 1,370m                                |

## 登場作品

### 映画・テレビドラマ
『ガメラ3 邪神覚醒』
普通科小隊の装備火器として登場。奈良県南明日香村近隣の山中でイリスの監視任務にあたっていた第37普通科連隊先遣小隊が、覚醒したイリスとの交戦時に使用する。
発砲するシーンで用いられているものは撮影用のプロップガンではなく実銃であり、自衛隊の協力の下、演習地内で実際に空包を発砲したものを撮影している。
『戦国自衛隊』
73式小型トラック（旧型）の車載機銃として登場し、戦国武者たちを掃射する。
作中に登場するものは64式7.62mm小銃と同じく映像作品用プロップガン製作大手の戸井田工業の製作した電気着火式のレプリカで、実物とはフロントサイト基部が径の太い円筒状になっている（この部分に発火用火薬が内蔵されている）事により識別できる。また、機関部排莢口周辺にはキャンバス製の薬莢受けが取り付けられており（実銃でも演習時などでは同様の薬莢受けが装備されている）、排莢が行われないレプリカであることがわからないように配慮されている。
『大鉄人17』
初期エンディングに登場。自衛隊の記録映像から流用されている。

### 漫画・アニメ
『亜人』
入間基地に侵入した佐藤に対し基地警備隊隊員が使用。
『200000歩2夜3日』
元第1空挺団所属の漫画家である板垣恵介の自伝漫画。作中で板垣自身が「ムチャクチャ故障が多いくせに10.5キロもありやがる」と評している。
『機動警察パトレイバー』
初期OVA（アーリーデイズ）第5話「二課の一番長い日（前編）」にて、都内に展開した自衛隊クーデター部隊が運用。
『戦国自衛隊』
タイムスリップした自衛官のほか、彼らから使い方を習った戦国武者たちも使用する。
『続・戦国自衛隊』
73式小型トラック（旧型）の車載機銃として登場し、関ヶ原の戦いで大谷吉継が使用する。

『潜水艦スーパー99』
99の浮上戦闘用機関銃として登場する。防水された潜水艦用の特殊型ではないので、浮上の際には艦内から運び出してセイルへ据え付ける必要がある。主に対空用として使用されている。

### 小説
『ゲート 自衛隊 彼の地にて、斯く戦えり』
直接登場はしないものの、自衛隊の特地派遣に際し、万が一廃棄しても惜しくない装備として特地に派遣される自衛隊部隊に配備される予定だったが、陸曹らを中心とする隊員の猛反対を受け結局5.56mm機関銃MINIMIが配備されたという設定がある。

### ゲーム
『Wargame Red Dragon』
自衛隊デッキに「62 Shiki」の名称で登場する。
『ドールズフロントライン』
萌え擬人化されたものが星3戦術人形「62式」として登場。セーラー服に住友井桁印の腕章をつけた少女が本銃を抱えたデザインとなっている。